# Olzai
Olzai (sardinski: Ortzài, Orthài) je grad i općina (comune) u pokrajini Nuoru u regiji Sardiniji, Italija. Nalazi se na nadmorskoj visini od 474 metra i ima 880 stanovnika.
 Prostire se na 69,82 km². Gustoća naseljenosti je 13 st/km².
Susjedne općine su: Austis, Nughedu Santa Vittoria, Ollolai, Ottana, Sarule, Sedilo, Sorradile i Teti.